# Lovisa Hamrin
Agneta Lovisa Carolina Hamrin, född 5 februari 1973, är en svensk företagsledare. 
Lovisa Hamrin är dotter till Stig Fredriksson och Christina Hamrin. 
Hon har arbetat som ekonom i Schibsted-koncernen och sedan 2001 inom familjens företag Herenco med huvudkontor i Jönköping, bland annat som affärsområdeschef för Hallpressen AB. Hon efterträdde i december 2007 sin far Stig Fredriksson som VD för Herenco.
Hon hamnade på tionde plats när Affärsvärlden listade de 100 mäktigaste personerna inom näringslivet 2008.

## Utmärkelser
- H.M. Konungens medalj av guld i 8:e storleken i Serafimerordens band[3] (2025)